# Rap nelle mani volume 3
Rap nelle mani volume 3 è il terzo mixtape del rapper italiano Primo Brown, pubblicato il 13 marzo 2013 dalla Machete Empire Records.

## Descrizione
Il mixtape è composto da 14 tracce. Così come i precedenti volumi, anche in questo vi sono presenti alcune tracce inedite dei Cor Veleno scritte a partire dal 2001 le quali, secondo quanto riportato dalla stessa casa discografica che ha pubblicato il volume, sono circa 200. Non mancano, comunque, alcune tracce inedite e nuove scritte dall'artista romano.
L'introduzione del mixtape è stato prodotto da DJ Slait ed è ispirato al film RocknRolla di Guy Ritchie. Contiene, infatti, la frase d'apertura del film pronunciata da Mark Strong ("Ma un rocknrolla... Oh è diverso... Perché... Perché un vero rocknrolla vuole tutto!").
Sono numerose le collaborazioni con altri artisti e produttori. Tra queste vi sono anche due collaborazioni con Tormento (Cronici 2012, della quale è stato pubblicato il video ufficiale il 3 aprile 2013, e Pimp), artista con il quale il rapper romano ha collaborato nel disco El micro de oro (2014).
Il videoclip della traccia Un Sanpietrino è stato pubblicato, il 15 marzo 2013, sul canale YouTube del rapper romano.
La traccia Pensami Forte (Blastaphonic Remix) è un remix della traccia omonima presente nell'album Buona pace (2010), mentre la traccia Ciao Fratè (Red Hot Chili Backside) è un remix della traccia omonima presente nell'album Bomboclat (2005).
L'uscita del volume venne anticipata, il 15 agosto 2012, con il videoclip della traccia Ferragosto Hate (prodotta da Stimena Muzik) pubblicato dalla Cookie Monsta Prod di Squarta e Ibbanez.
Gli scratch e la fase di missaggio sono stati curati da DJ Slait.

## Tracce
1. Già lo sai (Intro) – 1:14 (musica: DJ Slait)
2. Ferragosto Hate – 2:41 (musica: Stimena Muzik)
3. Un sanpietrino – 1:45
4. Misery non deve morire – 1:59
5. MBP – 2:11
6. Disagio romano – 2:09 (musica: Ill Grosso)
7. Cronici 2012 (feat. Tormento) – 5:33 (musica: Big Fish)
8. Tra un po' – 1:46 (musica: Icy)
9. Fatte 'na vita (feat. Juel) – 2:29
10. Pimp (feat. Tormento, Ibbanez) – 3:50
11. Dammene un pezzo – 2:30 (musica: Ill Grosso)
12. Quindici (feat. Ibbanez) – 3:35 (musica: Squarta)
13. Pensami forte (Blastaphonic Remix feat. Santiago, Grandi Numeri) – 4:08 (musica: Retrohandz)
14. Ciao fratè (Red Hot Chili Backside) – 1:44